# Xysticus ictericus
Xysticus ictericus is een spinnensoort uit de familie van de krabspinnen (Thomisidae).
De wetenschappelijke naam van de soort werd in 1874 gepubliceerd door Ludwig Carl Christian Koch.